# Parafia Matki Bożej Szkaplerznej w Kąkolówce
Parafia Matki Bożej Szkaplerznej w Kąkolówce – parafia rzymskokatolicka znajdująca się w archidiecezji przemyskiej w dekanacie Błażowa.

## Historia
Wieś została założona na prawie niemieckim w 1429 roku przez Stanisława Kąkola. W 1880 roku w Kąkolówce istniała już murowana kaplica mszalna. W 1912 roku zbudowano drewniany kościół pw. św. Franciszka Serafickiego, z fundacji Piotra Kunatha. 
W 1928 roku dekretem bpa Anatola Nowaka została erygowana parafia, z wydzielonego terytorium parafii w Błażowej, a także poświęcono kościół. W latach 1957–1960 zbudowano obecny kościół murowany, według projektu arch.  inż. Jerzego Noska. W 1960 roku kościół został poświęcony pw. Matki Bożej Szkaplerznej, a 16 lipca 1966 roku bp Stanisław Jakiel dokonał konsekracji kościoła.
Na terenie parafii jest 1 190 wiernych.
Proboszczowie parafii:
1928–1931. ks. Roman Kostikow (administrator).
1931–1977. ks. prał. Stanisław Lityński (administrator).
1977–2011. ks. prał. Kazimierz Bator.
2011–2018. ks. kan. Kazimierz Gancarz.
2018–2019. ks. Andrzej Baran.
2019 – nadal ks. Adam Chrząszcz.